# Мой путь (альбом)
«Мой путь» — четвёртый студийный альбом российской метал-группы Stigmata. Он был постепенно выложен на аккаунте группы на сайте Kroogi, начиная с сентября 2009 года.
Stigmata совместно с Kroogi.ru представляет презентацию четвёртого альбома STIGMATA под названием «Мой путь». В течение недели одна за одной на сайте будут появляться новые песни. Каждый из вас может скачивать их в отличном качестве совершенно бесплатно. Все желающие отблагодарить группу смогут сделать это там же посредством sms или webmoney.
Однако процесс появления новых песен затянулся практически на полгода и полностью альбом стал доступен лишь 1 февраля 2010 года. Официальной датой релиза диска на сайте группы было указано 12 сентября 2009 года, однако датой релиза на всех стриминговых сервисах значится 1 февраля 2010 года.
В процессе записи новой пластинки выкладывались видеодневники (всего их было 3 части). Презентация альбома, а также клипа на песню «Мой путь», состоялась 13 сентября в клубе ГлавClub.

## Комментарии от группы
Данные комментарии содержатся в архиве с альбомом (при скачивании его с официальных источников):

Основная идея альбома — ничто не остается безнаказанным, то есть то, что мы сейчас делаем, обязательно отразится на нашем будущем. Тематика песен очень близка к реальности. Группа постаралась донести до слушателя картину событий в мельчайших подробностях. За период, прошедший со дня выхода предыдущей пластинки было написано много песен, многие из них могли бы стать супер-хитами, но не вписываясь в изменяющуюся концепцию звучания группы были безжалостно оставлены в прошлом. Внутри музыканты чувствовали, что что-то не так, постоянно находились в творческом поиске, пытались экспериментировать в разных стилях. Всё закончилось в один миг, как только в группу пришёл новый гитарист — Артём Теплинский. Он четко всё расставил по местам.
Как и во всех предыдущих работах Stigmata особый посыл будет в текстах Nel’а (вокалиста группы). Каждая песня — это отдельная история с глубочайшим смыслом, со своей красотой и энергетикой, в каждой есть четко обозначенные герои. Именно это всегда отличало Stigmata от остальных групп, так будет и на этот раз.

## Список композиций
Все тексты написаны Артемом Лоцких.
| №                   | Название            | Музыка              | Длительность |
| ------------------- | ------------------- | ------------------- | ------------ |
| 1.                  | «Intro»             | Taras               | 1:46*        |
| 2.                  | «Смерть ей к лицу»  | Taras               | 4:35         |
| 3.                  | «28»                | Taras               | 4:33         |
| 4.                  | «Танцуй»            | Yosh                | 4:11         |
| 5.                  | «Взлет и падение»   | Taras               | 3:34         |
| 6.                  | «Настанет день»     | Taras               | 3:57         |
| 7.                  | «Весна»             | Yosh                | 3:35         |
| 8.                  | «Клуб самоубийц»    | Taras               | 4:30         |
| 9.                  | «Город снов»        | Yosh                | 4:05         |
| 10.                 | «Мой путь»          | Taras               | 3:35         |
| 11.                 | «В отражении глаз»  | Taras               | 4:17         |
| 12.                 | «Outro»             | Taras               | 1:35*        |
| Общая длительность: | Общая длительность: | Общая длительность: | 44:13        |

* — данные дорожки выделены в отдельные треки только на стриминговых сервисах и в mp3-версии альбома (с официальной раздачи самой группой на rutracker.org). На CD-версии Intro включено в «Смерть ей к лицу», Outro — в трек «В отражении глаз».

## Участники записи

### Группа
- Артём «Nel’son» Лоцких — вокал
- Денис «Dan» Киченко — бас-гитара
- Тарас «Taras» Уманский — гитара/бэк вокал
- Артём «Yosh» Теплинский — гитара
- Фёдор «Feudor» Локшин — барабаны

### Персоналии
- Аранжировки - Stigmata
- Денис «DNK» Кириллов - фортепиано (11 трек)
- Звукоинженеры - Taras, Yosh, Виктор Прохоров
- Настройка Звука - Александр Карелин и Taras
- Сведение и мастеринг - Александр Карелин
- Дизайн - A-Ra